# Бонітет лісу

Соснові насадження різних класів бонітету в 100-річному віці

Боніте́т лі́су (лат. bonitas — добротність) — показник деревної продуктивності лісу залежно від ґрунтових умов. За продуктивністю лісостани поділяють на 5 класів бонітету, що позначаються римськими цифрами. 
До І класу відносять найпродуктивніші насадження, до V — найменш продуктивні. Якщо продуктивність лісостанів вища за І або нижча за V клас, то до римської цифри додають літерні позначення (наприклад, Iа, Іб, Va, Vб тощо). 
Бонітет лісу можна визначати за загальним запасом деревини або за середнім її приростом, але найбільш вживаним показником продуктивності лісу є середня висота дерев першого ярусу лісового насадження у певному віці. Знаючи середню висоту і вік дерев, за таблицями класів бонітету знаходять бонітет насадження. 
Розподіл соснових деревостанів насіннєвого походження за класами бонітету на підставі середнього віку та висоти виглядає так (за Орловим М. М., 1911):
| Середній вік насаджень, років | Висота насаджень за класами бонітету, м          | Висота насаджень за класами бонітету, м        | Висота насаджень за класами бонітету, м        | Висота насаджень за класами бонітету, м      | Висота насаджень за класами бонітету, м   | Висота насаджень за класами бонітету, м | Висота насаджень за класами бонітету, м |
| Середній вік насаджень, років | Iа                                               | I                                              | II                                             | III                                          | IV                                        | V                                       | Va                                      |
| 102030405060708090100         | 6—512—1016—1420—1824—2128—2430—2632—2834—3035—31 | 5—49—813—1217—1520—1823—2025—2227—2429—2630—27 | 4—37—611—1014—1317—1519—1721—1923—2125—2326—24 | 3—26—59—812—1014—1216—1418—1620—1722—1923—20 | 2—14—37—69—811—913—1115—1216—1418—1519—16 | —25—47—58—610—811—913—1114—1215—13      | —13—24—35—47—58—610—711—812—9           |

Для визначення класу бонітету насіннєвих і порослевих насаджень встановлені окремі таблиці, оскільки інтенсивність їхнього росту не є однаковою (насіннєві в ранньому віці ростуть повільніше). У різновікових насадженнях при встановленні бонітету за основне приймають старше покоління дерев, навіть якщо його запас менше, ніж у молодших поколінь.